# Tasjkent
Tasjkent (Oezbeeks: Toshkent; Russisch: Ташкент, "Steenstad") is de hoofdstad van Oezbekistan, gelegen in de oostelijke uitloper van het land, dicht bij de grenzen met buurlanden Kazachstan, Kirgizië en Tadzjikistan. Ze heeft ruim twee miljoen inwoners – waaronder een grote Russische minderheid – en is de belangrijkste stad in Centraal-Azië.
Anders dan veel andere steden in het gebied is Tasjkent een vrij moderne stad. Zo is er de metro van Tasjkent en zijn er verscheidene universiteiten en hogescholen, bioscopen en concertzalen, kantoren van veel computerbedrijven en andere belangrijke Amerikaanse en Europese bedrijven.
Vroeger was Tasjkent een belangrijke halte op de zijderoute tussen Europa en Azië. Veel van de historische bouwwerken zijn vernield tijdens de socialistische revolutie in 1917 en tijdens een grote aardbeving in 1966.

## Geschiedenis

### Periode tot de 19e eeuw
De oorsprong van Tasjkent ligt in een vruchtbare oase aan de rivier de Chirchik, in de buurt van de uitlopers van het Golestangebergte, waaraan vermoedelijk in de 5e eeuw v.Chr. een nederzetting ontstond. De vroegste geschriften over de stad dateren uit de 3e eeuw voor Christus. In de oudheid lag hier Beitian (Bin-kāth), wat vermoedelijk de "zomerhoofdstad" was van de confederatie van de Kangju.
Uit archeologisch onderzoek is vastgesteld dat de eerste fortificaties van de stad stammen uit de 1e eeuw v.Chr. tot het begin van de 1e eeuw (na Chr.). Het zou de stad Ming Urik (of Mingurik) zijn geweest van het vorstendom Chach, gelegen aan het Salarkanaal. Chach's belangrijkste stad werd gebouwd rond de 5e tot 3e eeuw v.Chr. op ongeveer 8 kilometer van de rivier de Syr Darja. De plaats kreeg haar stedelijke uitstraling tussen de 4e en 5e eeuw. Tegen de 7e eeuw bestond dit vorstendom uit ruim 30 steden en beschikte het over een netwerk van meer dan 50 kanalen, waarmee het een handelscentrum vormde tussen de Sogdiërs en Turkse nomaden. In 751 veroverde de Arabier Ziyad ibn Salih de stad en kwam het deze onder de invloed van de islam. Tasjkent vormde de belangrijkste stad binnen de oostelijke flank van de islam.
De Chinese monnik Xuanzang noemde de stad Che-shih in zijn geschriften. De Chinese kronieken Sujshu, Bejshu en Tanshu spraken over een bezitting genaamd Shi of Chzheshi met een hoofdstad met dezelfde naam vanaf de 5e eeuw (Bitsjoerin, 1950. v. II).
Tijdens de dynastie van de Samaniden werd de stad bekend onder de naam Binkath. Toen het kalifaat het gebied echter veroverden, gebruikten deze echter weer de oude naam Chash, maar ditmaal als Shash. In de 10e eeuw, tijdens de regering van de Karachaniden (Kara-Kaniden), raakte de huidige naam Tasjkent ("steenstad") in zwang.
In 1214 werd de stad geplunderd door Choresmiërs (Kwarezmiërs) en in 1219 verwoestten de troepen van Dzjengis Khan de stad. Onder de Timoerische (14e en 15e eeuw) en de Sjaibanidische dynastieën (16e eeuw) leefde de stad weer op, al werd ze nog wel zo nu en dan aangevallen door Oezbeken, Kazachen, Perzen, Mongolen, Oirat-Mongolen en Kalmukken.
In de 17e en 18e eeuw werden veel handelsgoederen vanuit Tasjkent naar het noorden vervoerd met handelskaravanen. Onder de Russische tsaar Peter de Grote ontstonden diplomatieke vestigingen tussen de Centraal-Aziatische kanaten en het Russische Rijk. Ook kwamen er vaak gezantschappen naar de Centraal-Aziatische en Russische rijken.

### Kokand
In 1809 werd de stad, die toen ongeveer 100.000 inwoners had en beschouwd werd als de rijkste stad van Centraal-Azië, geannexeerd door het Kanaat van Kokand. Hoewel de stad sterk profiteerde van de handel met het Russische Rijk, leed ze echter onder de hoge belastingen die werden opgelegd door het regime in Kokand. De geestelijkheid van Tasjkent had ook betere relaties met die van Buchara, dan met die uit Kokand. Voordat de emir van Buchara hiervan echter profijt kon trekken, arriveerde het Russische Leger. Dit leger was eerder, in 1839, op bevel van tsaar Nicolaas I de regio Turkestan binnengevallen, om de toegenomen invloed van het Britse Rijk een halt toe te roepen en het gebied onder de eigen invloedssfeer te brengen als onderdeel van Het Grote Spel tussen de beide wereldmachten.

### Verovering door de Russen

#### Aanloop
Nadat de Russische generaal Michail Tsjernjajev in juli 1864 Sjimkent had veroverd, probeerde deze op 1 oktober van dat jaar ook Tasjkent te veroveren, hetgeen echter uitliep op een jammerlijke mislukking. Een half jaar later, in april 1865, werd een tweede poging ondernomen door hem ondanks het feit dat tsaar Alexander II hiervoor geen toestemming had gegeven. Ditmaal werd besloten de stad door middel van een blokkade uit te hongeren en de stad af te sluiten van het water, door de enorme irrigatiekanalen naar de stad om te leiden. Hiervoor werd het fort Niazbek op iets meer dan 30 kilometer van de stad, waar het water uit de rivier de Chirchiq wordt geleid, eerst veroverd. Terwijl Tsjernjajev's troepen op iets meer dan 8 kilometer van de stad op de berg Sarytjoebe waren gelegerd, werden zij op 9 mei aangevallen door ongeveer 40.000 van de beste troepen van het Kanaat van Kokand. Hoewel zij sterk in de meerderheid waren, werden deze echter met zware verliezen teruggeslagen, waarbij hun leider Alimqul dodelijk werd verwond. In juni rukten troepen op uit Buchara naar Ura-Tube en vanuit Samarkand om de belegerde stad te helpen.

#### Verrassingsaanval
Tsjernjajev besloot daarop een verrassingsaanval uit te voeren op de stad met zijn 25 kilometer lange verdedigingsmuren, 11 poorten, 100.000 bewoners en 30.000 verdedigers. Om 2 uur 's morgens bestormden zijn troepen (ongeveer 2.000 manschappen in totaal) de stadsmuur en wisten de bewakers compleet te verrassen. Het hoofdleger trok daarop de stad binnen met aan het hoofd een orthodoxe priester met een kruisbeeld. Al snel trokken verscheidene Russische legers door de stad en raakten verwikkeld in zware straatgevechten met de verdedigingslegers en stadsburgers, die hen bestookten met alles wat ze hadden. Door de islamitische geestelijkheid werden de bewoners opgeroepen om naar het centrum te trekken en de islamitische heiligdommen te beschermen tegen de Russen. Daarop verzamelden zich ongeveer 15.000 gelovigen op het centrale plein om de gebouwen te verdedigen. De Russische legeraanvoerders besloten zich niet in het stadscentrum te wagen, daar ze te weinig manschappen (1 soldaat op elke 50 stedelingen) hadden en deze bovendien zwaar uitgeput waren door de gevoerde strijd. Tsjernjajev gaf bevel om alle huizen en gebouwen in een halve cirkel rond het leger in brand te steken om zo een zone te creëren, waar iedereen die hierdoorheen aanviel kon worden neergeschoten. Verscheidene uitvallen vanuit het stadscentrum eindigden met de dood van de aanvallende Tasjkentenaars, die zich stukliepen op de gecamoufleerde scherpschutters van de streltsy. Op 16 juni kwam de eerste delegatie van handelslieden uit de stad met het verzoek tot overgave, gevolgd door een delegatie van stadsoudsten op 17 juni, waarmee uiteindelijk een vredesovereenkomst en de overgave van de stad aan de Russen werd getekend.

#### Gevolgen
Tsjernjajev wist zich daarop van de steun van de stadsoudsten voorzien door een verzoeningscampagne (zij noemden hem daarop de "Leeuw van Tasjkent") en beloofde een jaar lang geen belastingen. Tsjernjajev reed ongewapend op zijn paard door de stad, sprak met stadsburgers op de straten en bazaars en benoemde zichzelf tot "militair gouverneur van Tasjkent". Hij stuurde een verzoek naar tsaar Alexander II voor de benoeming van Tasjkent tot onafhankelijk kanaat onder Russische bescherming. De tsaar onderscheidde Tsjernjajev voor zijn verdiensten met medailles en bonussen, maar zag de impulsieve generaal als een "losgeslagen kanon" en liet hem dan ook spoedig vervangen door generaal Konstantin Petrovitsj Von Kaufman. In plaats van de stad onafhankelijk te verklaren, liet Kaufman deze tot hoofdstad maken van het nieuwe generaal-gouvernement Turkestan en benoemde zichzelf tot eerste gouverneur-generaal.
Er werden daarop een kwartier en een Russische nederzetting gebouwd aan het Anchorkanaal aan de overzijde van de oude stad, waarop Russische kolonisten en handelaren naar deze nederzetting kwamen. Deze nederzetting werd het centrum van de Russische koloniale macht.

### Einde van de 19e eeuw
Tasjkent vormde een spionagecentrum ten tijde van Het Grote Spel over de heerschappij van Centraal-Azië tussen het Russische en het Britse Rijk. In 1889 bereikte de Trans-Kaspische spoorlijn de stad, waarop de spoorwerkers hiervan zich eveneens in de stad vestigden. Hiermee vormden zij een van de basissen voor de snelle bolsjewistische revolutie van 1917 in de stad. Bij de volkstelling van 1897 had Tasjkent 156.506 inwoners, waarmee het de elfde stad van het Russische Rijk was.
De personages Tsjernjajev en Von Kaufman werden, door gebruik te maken van persoonsverheerlijking, gebruikt om de aandacht van de Russische stadsbevolking af te leiden van het vroegere verleden. Vooral eind 19e eeuw en begin 20e eeuw werd hiervan veel gebruikgemaakt. Het idee dat Von Kaufman (een Rus van Duitse afkomst) de 'Europese beschaving' naar 'Aziatische gebieden' had gebracht, was ook populair onder Europese reizigers die het gebied in die tijd bezochten, zoals de Britse reiziger Stephen Graham in 1914. Aanhangers van beide personen Tsjernjajev en Von Kaufman stonden echter vaak regelrecht tegenover elkaar, waarbij de ander vaak een mindere rol werd toebedeeld.

### Russische Burgeroorlog

#### Het begin van de revolutie
Na de val van het Russische Rijk probeerde een voorlopige regering onder leiding van gouverneur-generaal Koeropatkin de controle over Tasjkent te behouden met de gedachte dat deze opstand wel weer net als die van 1905 zou worden overwonnen. In maart ontstond echter een Russische sovjet van arbeiders in het Russische stadsdeel (de eerste in Centraal-Azië en een van de eerste van het voormalige Russische Rijk). De Russische bevolking van Tasjkent was in die tijd de grootste van Centraal-Azië en maakte in 1917 waarschijnlijk ongeveer 20% van de bevolking uit. Omdat de Russen de Oezbeekse stadsbevolking zoals tevoren hierbuiten hielden, ontstond ook een moslimraad (Tashkand Shura-yi Islamiya) als tegenhanger in het oude stadsdeel. Hoewel in de maanden daaropvolgend een groot aantal andere moslimorganisaties ontstonden en deze moslimraad niet de macht wist te grijpen, speelde deze wel een belangrijke rol in de bewustwording van het stadsbestuur dat er rekening met de moslimbevolking diende te worden gehouden en maakte ze jonge moslims enthousiast voor 'de revolutie'. Al snel ontstond er echter een breuk tussen de zogenaamde Jadid-hervormers en de conservatieve oelema, verenigd in de Ulamā Jamiyati ("gemeenschap van de oelema"). De geestelijke leiders van de oelama zagen de Jadiden als 'onervaren jeugd zonder religieuze opleiding' en daarom als ongeschikt. Hierdoor ontstond er geen gezamenlijk front.

#### De bolsjewieken grijpen de macht
De voorlopige regering werd al snel omvergeworpen, waarop de bolsjewieken aan de macht kwamen in september 1917, nog voor de Oktoberrevolutie. De islamitische oppositie, waarvan de oelema had aangeboden om samen met de sovjet te regeren, werd gezien als een onwenselijke toevoeging, daar de 'inheemse bevolking' niet kon worden vertrouwd als loyaal aan de ideologie van de sovjet en er geen arbeidersklasse onder hen was om opname te rechtvaardigen. Deze koloniale en Russisch-nationalistische insteek zorgde ervoor dat er geen samenwerking plaatsvond.

#### Wreedheden door de Tasjkent-sovjet
Een demonstratie van Jadiden en enkele gematigde Russen op 13 december 1917 leidde, ondanks pogingen van de Tasjkent-sovjet om dit te voorkomen, uiteindelijk naar het Russische stadsdeel, waar deze omsloeg in een confrontatie. Ook werden politieke gevangenen, die door de sovjet van Tasjkent waren gevangengezet tijdens hun machtsovername, uit de gevangenis daar bevrijd. De toegesnelde Russische troepen schoten daarop in de menigte, waarbij een aantal doden vielen, waarop paniek uitbrak onder de menigte en een aantal mensen werden vertrapt. De bevrijde gevangenen werden weer gepakt en vervolgens geëxecuteerd.
Toen de Tasjkent-sovjet eenmaal een leger had verzameld werd de autonome Jadid-regering van Kokand door hen aangevallen. De stad werd veroverd en daarop werden door hen meer dan 14.000 inwoners uit de stad vermoord, een van de grootste slachtingen tijdens de Russische Burgeroorlog.

#### De strijd om Centraal-Azië
Waarschijnlijk in maart 1918 vielen de Orenburg-Kozakken de stad aan en wisten deze te veroveren, al werden ze snel weer verdreven. De Tasjkent-sovjet was min of meer autonoom van de revolutionairen in Moskou en was zeer wreed, waardoor veel ongenoegen onder de bevolking van de stad ontstond. Op 18 april 1918 werd Tasjkent de hoofdstad van de nieuwe Turkestaanse ASSR. In Centraal-Azië was echter de Basmatsjiopstand uitgebroken en de nieuwe regering werd bovendien bedreigd door de Witten, Britse spionnen, interne opstanden, de Orenburg-Kozakken, Semiretsjen-Kozakken en Oeral-Kozakken, legers van Oezbeken (onder leiding van Irgash Bai en Mohammed Amin Beg) en Turkmenen (onder leiding van Oraz Sardar) en de zuiveringen die vanuit Moskou werden bevolen.

#### Stabilisatie van de Sovjetmacht
Na verloop van tijd wist het Rode Leger echter heel Centraal-Azië in bezit te krijgen en werd de situatie stabieler. Moslims kregen meer rechten en er werden vanaf 1919 veel nieuwe scholen geopend, waarin vooral de Jadiden hun aandeel hadden.
Het gewijzigde sovjetbeleid had te maken met het feit dat deze een beter imago wilde krijgen om de steun van de bevolking aan de Basmatsjiopstand te doen verminderen. Hiervoor werd onder andere de Tasjkent-sovjet in juli 1920 vervangen door een Voorlopige Centrale Commissie, waarbinnen zowel Russen als Turkestanen zitting hadden. Een andere belangrijke maatregel hierbij was de aanvoer van eten uit Europees Rusland om de voortdurende hongersnood te doen stoppen. De jaren voor de revolutie waren namelijk door de opstand van 1916 en een aantal misoogsten zeer slecht geweest, hetgeen nog werd versterkt door de Russische Burgeroorlog, daar in Russisch Midden-Azië vooral katoen werd verbouwd en graan daarom moest worden geïmporteerd uit Europees Rusland. Daar in de oorlog de controle over de infrastructuur was verdeeld over verscheidene strijdende fracties en de Russische koloniale machten zichzelf bevoordeelden boven de Centraal-Aziatische bevolkingsgroepen, was er een grote hongersnood uitgebroken onder de bevolking. Deze en andere maatregelen (landhervormingen (onderdeel van de NEP) en amnestie voor Basmatsji die zich overgaven) in 1920 en 1921 zorgden er mede voor dat de invloed van de Basmatsji werd teruggedrongen.

### Oezbeekse SSR
Nadat de stad in 1924 onderdeel werd van de Oezbeekse SSR van de Sovjet-Unie, verving ze in 1930 Samarkand als hoofdstad hiervan.
De islamitische geestelijkheid en de Jadiden werden vanaf de jaren '20 hard onderdrukt, maktabs en madrasa's gesloten en na de zuiveringen van de jaren 30 was van een islamitische samenleving nauwelijks nog sprake.

#### Industrialisatie en groei van de bevolking
In de jaren '20 en 30 werd de stad geïndustrialiseerd, maar de grootste groei vond plaats tijdens de Tweede Wereldoorlog toen Stalin een groot aantal fabrieken uit Europees Rusland liet overplaatsen naar gebieden buiten het bereik van de binnengevallen Duitse legers en daarmee ook naar Tasjkent. Met de groei van de industrie steeg ook de Russische bevolking in de stad, waarbij de mee-geëvacueerde bevolking uit door de nazi's bezette gebieden het inwoneraantal deed stijgen tot meer dan een miljoen inwoners. Uiteindelijk bestond bijna de helft van de bevolking uit Russen (in 1959: 43,9%, tegen 13,5% in de hele Oezbeekse SSR). Ook het aantal in Tasjkent woonachtige Joden, Tataren en Koreanen kende een grote toename in die periode.

#### Aardbeving van 1966
Op 26 april 1966 werd Tasjkent getroffen door een zware aardbeving van 7,5 op de schaal van Richter, waarbij een deel van de stad verwoest werd en meer dan 300.000 mensen dakloos raakten. Na de aardbeving werd de stad weer opgebouwd volgens Sovjetprincipes. De Sovjet-historiografen maakten de wederopbouw tot een groot propagandaverhaal en spraken van "bataljons van broedervolken" en planologen uit alle Sovjetrepublieken, die zich aanboden als "vrijwilligers" om het verwoeste Tasjkent te herbouwen. Het resultaat was een "Sovjet-modelstad" met brede schaduwachtige boulevards, parken, enorme pleinen voor militaire parades, fonteinen, monumenten en grote oppervlakten met appartementenflats. Toen de inwoners van Tasjkent begonnen in te zien dat hun mening niet werd gevraagd bij de planning en dat ze niet of nauwelijks werden betrokken in de banen voor de werkzaamheden van de wederopbouw, begon er protest te komen tegen het plan. Het protest werd omgezet in grote protesten toen vanuit Moskou werd bekendgemaakt dat 20% van de nieuwe gebouwen zouden worden gegeven aan de voornamelijk Russische "vrijwilligers", die dan permanent in de stad zouden blijven wonen. Hierop brak een opstand uit, die ook wel het Pachtakor-incident wordt genoemd, naar het voetbalstadion waar de protesten begonnen. Uiteindelijk werd het Rode Leger ingezet om de orde te bewaken.
Bij de volkstelling van 1989 had de stad ruim 2 miljoen inwoners, waarmee het na Moskou, Sint-Petersburg en Kiev de vierde stad van de Sovjet-Unie was. Qua oppervlakte was het zelfs de tweede stad van de USSR. Het was toen het wetenschappelijke centrum van Centraal-Azië.

### Oezbekistan

#### Studentenincident van 1992
Op 16 januari 1992, vlak na de onafhankelijkheid, vond een studentendemonstratie plaats in de stad waarbij 200 tot 300 studenten waren betrokken. President Islom Karimov zette echter de OMON (oproerpolitie) in om de demonstratie neer te slaan, waarbij een onbekend aantal doden en gewonden viel. Na het neerslaan werden veel studenten uit de Oezbeekse provincies weggestuurd van de grote campus van de Staatsuniversiteit van Tasjkent, waar tot dan toe ruim 30.000 studenten woonden, om hun onderwijs voort te zetten aan regionale scholen, die daarvoor snel tot universiteiten waren gepromoveerd.

#### Tasjkent nu
Tasjkent is nog steeds een typische Sovjetstad, waar weinig doet herinneren aan haar historische positie van vóór de komst van de Russen. De stad wordt gezien als de meest kosmopolitische stad van heel Centraal-Azië met een grote Russische en Koreaanse (Korjo-saram) minderheid. De stad staat bekend om haar met bomen omlijste straten, ontelbare fonteinen en vele zitbankjes. Sinds de onafhankelijkheid is de stad al verscheidene malen het doelwit geweest van terrorisme, hetgeen door de Oezbeekse regering wordt geweten aan de opkomst van het moslimfundamentalisme. De economische situatie in de stad is veel slechter dan in de Sovjet-tijden, hetgeen ertoe heeft geleid dat vele Tasjkentenaars (voornamelijk Russen) naar het buitenland zijn getrokken. Sommigen van hen zijn ook naar het Westen geëmigreerd, waarbij er vooral in Israël, Duitsland, Seattle en New York grote gemeenschappen zijn ontstaan. Binnen de lage landen zijn er vooral in Kortrijk veel mensen uit Tasjkent.

## Demografie
| 1809        | 1897    | 1926    | 1939    | 1959    | 1989      | 2017      |
| ----------- | ------- | ------- | ------- | ------- | --------- | --------- |
| 100.000 (±) | 155.673 | 323.544 | 549.855 | 911.930 | 2.060.206 | 2.410.000 |

De hoofdplaats Tasjkent telt ongeveer 2.410.000 inwoners (2017).
In 2017 werden er in totaal 43.900 kinderen geboren. Het geboortecijfer bedraagt 18,2‰ en is daarmee het laagst in Oezbekistan. Er stierven in dezelfde periode 16.500 mensen. Het sterftecijfer bedraagt 6,9‰. Dat is het hoogst in Oezbekistan. De natuurlijke bevolkingstoename is +27.400 personen, ofwel +11,3‰ en daarmee het laagst in heel Oezbekistan.
De gemiddelde leeftijd is 32,8 jaar (2017). Dat is het hoogst in Oezbekistan.

## Zustersteden
- Berlijn, Duitsland
- Dnipro, Oekraïne
- Istanboel, Turkije
- Karachi, Pakistan
- Seattle, Verenigde Staten
- Kortrijk, België

## Geboren in Tasjkent
- Nina Lefèvre (1904-1981), Luxemburgse kunstenares
- Gennadi Vladimirovitsj Tsjernov (1937), componist en muziekpedagoog
- Gennadi Krasnitski (1940-1988), voetballer en trainer
- Birodar Abdoeraimov (1943), voetballer
- Aleksandr Knajfel (1943-2024), componist en cellist
- Alim Asjirov (1955-1979), voetballer
- Alexander Graf (1962), Oezbeeks-Duitse schaker
- Djamolidin Abdoezjaparov (1964), wielrenner
- Fliura Bulatova (1963), Oezbeeks-Italiaans tafeltennisspeelster
- Igor Sjkvyrin (1963), voetballer en trainer
- Rodion Gataullin (1965), Russisch polsstokhoogspringer
- Azamat Abdoeraimov (1966), voetballer en trainer
- Grigory Serper (1969), Oezbeeks-Amerikaanse schaker
- Mirjalol Qosimov (1970), voetballer en trainer
- Zoelfia Zabirova (1973), Russisch wielrenster
- Mark Weil (1973), Oezbeeks-Joods theaterregisseur
- Valentin Kovalenko (1975), voetbalscheidsrechter
- Sergey Krushevskiy (1976), wielrenner
- Ravshan Irmatov (1977), voetbalscheidsrechter
- Maksim Shatskikh (1978), voetballer
- Rustam Kasimdzjanov (1979), schaker
- Anastasia Gimazetdinova (1980), kunstschaatsster
- Peter Odemwingie (1981), Nigeriaans voetballer
- Iroda Tulyaganova (1982), tennisspeelster
- Lola Astanova (1982), klassiek pianiste
- Alina Kabajeva (1983), Russisch turnster en parlementslid
- Akgul Amanmuradova (1984), tennisspeelster
- Varvara Lepchenko (1986), sinds 2007 Amerikaans tennisspeelster (voorheen Oezbeeks)
- Kseniya Grigoreva (1987), alpineskiester
- Abduqodir Xusanov (2004), voetballer